# Chiesa di Sant'Andrea Apostolo (Villanova Truschedu)
La chiesa di Sant'Andrea Apostolo è un luogo di culto situato a Villanova Truschedu, centro abitato del Barigadu, in Sardegna. Consacrata al culto cattolico il 24 giugno del 1835, è sede dell'omonima parrocchia e fa parte della diocesi di Oristano.
L'edificio, risalente al XVIII secolo, si affaccia sulla piazza Duomo.